# Steve Puidokas
Steve John Puidokas (Chicago, 12 aprile 1955 – Cagliari, 12 agosto 1994) è stato un cestista statunitense, professionista in Italia.

## Carriera
Venne selezionato dai Washington Bullets al terzo giro del Draft NBA 1977 (57ª scelta assoluta).
La Washington State University ha ritirato il suo numero di maglia.